# Seznam poljskih šahistov
Seznam poljskih šahistov.

## A
- Jan Adamski

## D
- Jan-Krzysztof Duda

## E
- Hanna Ereńska-Barlo

## G
- Jacek Gdański

## H
- Krystyna Hołuj-Radzikowska

## J
- Dawid Janowski

## K
- Robert Kempiński
- Jan Kleczyński starejši

## M
- Tomasz Markowski

## P
- Czesława Pilarska
- Kazimierz Plater

## R
- Szmul Rzeszewski
- Akiba Rubinstein

## S
- Gersz Salwe
- Monika Soćko
- Karina Szczepkowska-Horowska

## Ś
- Dariusz Świercz

## T
- Ksawery Tartakower

## U
- Klaudiusz Urban

## W
- Radosław Wojtaszek

## Z
- Johannes Zukertort